# 진 서갈
진 서갈(영어: Jean Sagal, 영어 발음: /səˈɡɑːl/, 1961년 10월 9일 ~ )은 미국의 배우, 무용가, 텔레비전 감독이다. 배우 케이티 서갈, 조이 서갈의 동생이며 리즈 서갈의 쌍둥이 자매이다.
로스앤젤레스에서 태어났다.

## 출연 작품
- 소 리틀 타임 (2001년)
- 그리스 2 (1982년)

### 텔레비전
- 두 남자와 1/2 시즌1 (2003년)
- 저스트 슛 미 (1997년)
- 피켓 펜스 (1992년)